# نولام كيرك
نولام کيرك (بالإنجليزية: Neulam- Kurrk)‏ روح أنثى شريرة. في أساطير استراليا تخطف الأطفال وتأكلهم.